# Geschichte Madagaskars
Die Geschichte Madagaskars umfasst die Entwicklungen auf dem Gebiet der Republik Madagaskar von der Urgeschichte bis zur Gegenwart. Die geschichtlichen Aufzeichnungen über Madagaskar beginnen mit dem 7. Jahrhundert, damals errichteten die Araber erste Handelsstützpunkte an der Nordwestküste. Es ist jedoch sehr wahrscheinlich, dass die ersten madagassischen Siedler aus Südostasien kamen, was die ethnischen Eigenschaften, eine Mischung austronesischer Asiaten und afrikanischer, sowie später hinzugekommener arabischer, indischer und europäischer Einflüsse erklärt. Britische und französische Imperialisten lieferten sich vom 17. bis 19. Jahrhundert einen Wettlauf um Madagaskar, bis die Insel 1890 französische Kolonie wurde. Madagaskar errang 1960 seine Unabhängigkeit.

## Frühgeschichte

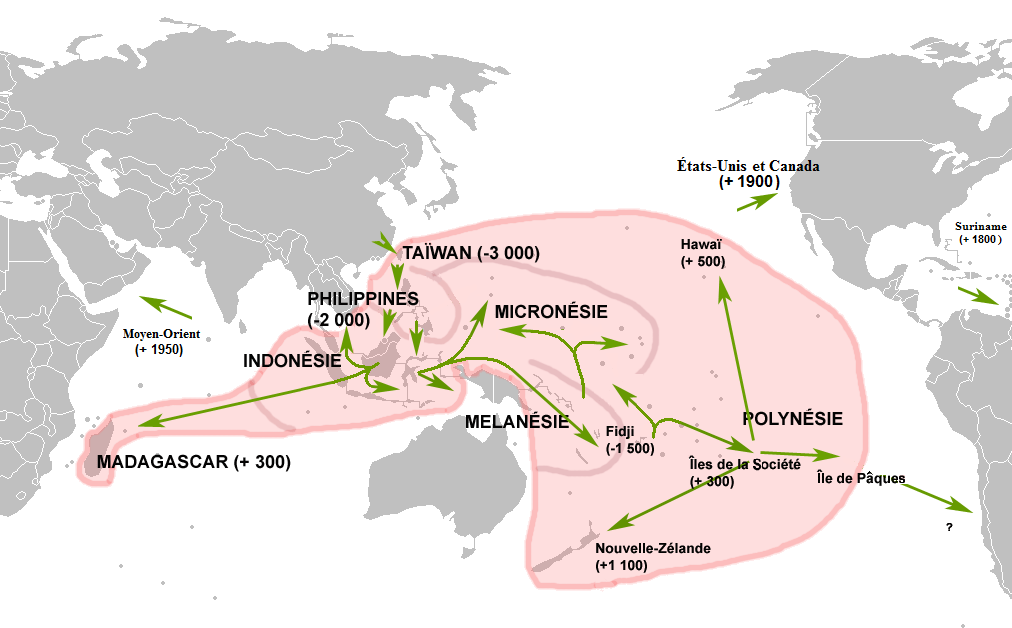
Karte der austronesischen Migration, deren westlichster Ausläufer Madagaskar war

Nach der madegassischen Mythologie wurde die Insel zuerst durch ein hellhäutiges „Zwergenvolk“, die Vazimba, bewohnt. Auf der Insel, deren Einwohner den Ahnenkult praktizieren, werden die Vazimba als die ältesten Ahnen verehrt. Die Könige einiger madegassischer Fokos behaupten, in direkter Verwandtschaft mit den Vazimba zu stehen. Die Vazimba-Epoche wird zeitlich vor der Herrschaft des Ahnherrn der Merina-Dynastie, Andriamanelo, eingeordnet, der etwa von 1540 bis 1575 herrschte. Sein Herrschaftsgebiet erstreckte sich um Imerina.
Gelegentlich finden sich Hinweise darauf, dass Menschen Madagaskar bereits zu Beginn des Holozäns betreten haben, wie dies eine Studie aus dem Jahr 2018 aufzeigt. So verweisen einzelne Schnittspuren an Knochen von Elefantenvögeln (Aepyornis und Mullerornis), deren Alter bei rund 10.500 Jahren vor heute liegt, auf menschliche Manipulation. Gefunden wurden sie an der Lokalität Ilaka, welche sich am Fluss Ihazofotsy im Isalo-Gebirge des süd-zentralen Madagaskars befindet. Jüngere Belege, wie Schnittspuren an Lemurenknochen aus der Zeit um 400 v. Chr. – entdeckt an der Fundstätte Taolambiby im Südwesten – und weitere Belege (Ambolisatra und Lamboharana, denen ein Alter von 4000 Jahren zugemessen werden konnte, erweisen eine erhebliche Kontinuität. Die lokale Megafauna bestand, trotz Veränderungen der Landschaft durch menschliche Eingriffe (gezielte Feuer, ökologische Folgen der Viehhaltung, Jagd, Umwandlung der Landschaft durch Nutzpflanzen), bis zum Ende des 1. Jahrtausends n. Chr.
Lange gingen Archäologen von einer Besiedlung der Insel erst zwischen 300 v. und 500 n. Chr. aus. Demnach waren die ersten Einwohner Madagaskars Seefahrer aus Südostasien, vermutlich Borneo oder Süd-Celebes in ihren Auslegerkanus. Diese ursprünglichen Madegassen besiedelten die Insel im Zuge der großen austronesischen Expansion, die zur Besiedlung des malaiischen Archipels, Neuseelands, Polynesiens und Mikronesiens führte. Ein Beleg für die Ankunft von Indonesiern, die die 400 km entfernte Ostküste Afrikas kolonisierten, ist hingegen nicht gefunden worden. Es scheint, dass die ersten Einwohner von Madagaskar über den Indischen Ozean aus Indonesien kamen: eine Reise von 5000 km, indem sie sich dem Wind und dem äquatorialen Ost-Weststrom anvertrauten. Zusammen mit Neuseeland bildete Madagaskar eine der letzten von Menschen besiedelten größeren Landflächen. Der Ethnologe Jared Diamond beschreibt die austronesische Expansion nach Madagaskar so:

„Diese Austronesier mit ihrer austronesischen Sprache und modifizierten austronesischen Kultur lebten bereits auf Madagaskar, als die Insel 1500 von den Europäern besucht wurde. Dies erscheint mir als die erstaunlichste Tatsache der Humangeographie der Welt. Es ist, als ob Columbus bei der Landung auf Kuba die Insel mit blonden blauäugigen schwedisch sprechenden Skandinaviern vorgefunden hätte, obwohl der nahe nordamerikanische Kontinent von indianischsprachigen Indianern bewohnt ist. Wie ist es möglich, dass Menschen der prähistorischen Kultur Borneos auf Booten ohne Karte und Kompass Madagaskar erreichen konnten?“

In Technologie und Landwirtschaft weisen die Madegassen viele gemeinsame Merkmale mit den Indonesiern auf. Die Methoden der Reisbearbeitung gleichen einander. Wie die Indonesier benutzen die Madegassen Auslegerkanus (Katamarane). Beide Kulturen praktizieren den Ahnenkult und glauben, dass Tote einen Einfluss auf die Lebenden haben. Anders als ihre Nachbarn auf dem afrikanischen Kontinent, die Rundhütten bevorzugen, leben die Madegassen in viereckigen Wohngebäuden. Sie verwendeten zum Eisenschmieden Zweiklappenbälge, eine malaysische Erfindung. Sie kleideten sich in aus Pflanzenfasern oder Raffiabast gesponnenes Tuch, nicht in Leder, Fell oder Wolle wie Afrikaner. Angehörige der Merina, des größten Foko in Madagaskar, gleichen den Indonesiern im Aussehen stark.
Die Errichtung von Siedlungen lässt sich erst ab dem 5. Jahrhundert sicher nachweisen, nämlich an der Fundstätte Lakaton'i Anja, einem Felsüberhang an der Nordspitze Madagaskars. Die ältesten Spuren der Fundstätte im Montagne des Français, wo sich auch die zweite Fundstätte, nämlich der Felsüberhang Ambohiposa befindet, reichen wahrscheinlich bis etwa 2400 v. Chr. zurück. Wenn es dazu gekommen sein sollte, was sich als sehr wahrscheinlich erwies, dass Jägergruppen die Insel aufsuchten, dann kann es sich nur um sehr kleine und wohl auch seltene Besucher aus Ostafrika gehandelt haben.
Zu einer massiven Veränderung der Ökosysteme durch den Einsatz von Feuer kam es wohl erst um 1250 n. Chr.

## Die Einwanderung von Bantugruppen

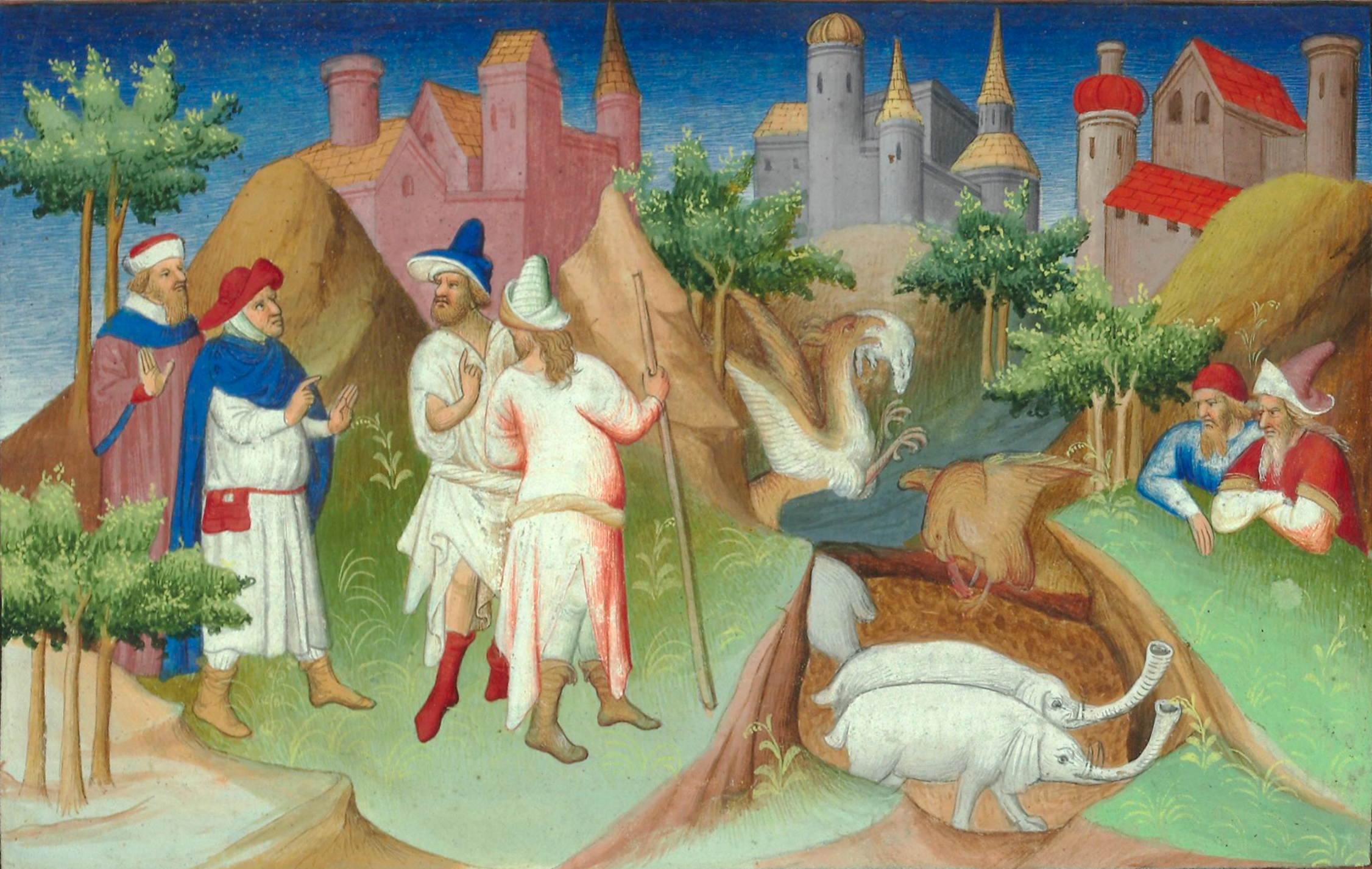
Illustration des frühen 15. Jahrhunderts zu Marco Polos Reisebericht, hier vor allem riesige Vögel.

Der Name Madagaskar stammt von Marco Polo, dem italienischen Fernhändler, der eine afrikanische Insel mit unaussprechlichem Reichtum als Madeigascar beschrieb. Marco Polo hatte über die Existenz der Insel indirekt aus Erzählungen während seiner Reisen in Asien Kenntnis bekommen. Die meisten Gelehrten nehmen an, dass er wohl Mogadischu, den Hafen des heutigen Somalia beschrieben habe. Dennoch verwendeten die italienischen Kartographen der Renaissance den Namen Madagaskar für die Insel.

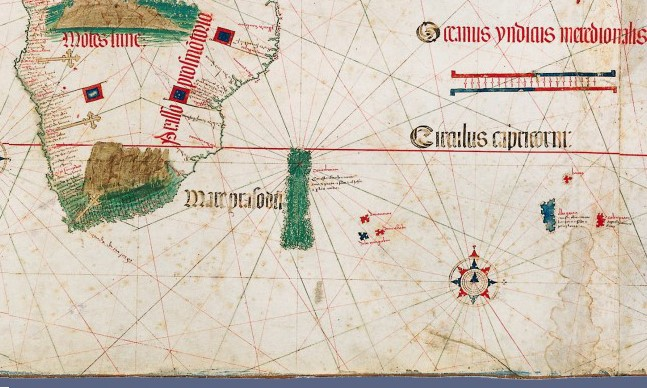
Die erste Karte, die Madagaskar verzeichnete, entstand 1502, eine Kopie einer portugiesischen Karte

Die Bantu-Siedler überquerten vermutlich die Straße von Mosambik nach Madagaskar, etwa während oder kurz nach der Ankunft der Indonesier. Sie siedelten hauptsächlich im Süden und Südwesten der Insel. Obgleich die Mehrheit der Wörter in der madegassischen Sprache malaiisch-polynesischen Ursprungs ist, entstammen einige dem Bantu wie omby (Rind), ondry (Schaf) und andere. Einige Ethnologen sehen darin Belege, dass sich indonesische und Bantu-Siedler bald in der Inselgeschichte miteinander vermischten.
Die Bantu brachten den Kürbisresonator-Musikbogen jejolava und mehrere Bechertrommeln mit, darunter die große Ritualtrommel bekiviro. Die mehrsaitige Bambusröhrenzither valiha, die für die madegassische Musik charakteristisch ist, stammt jedoch von den Malaiischen Inseln. Die Bantu führten auch ein für Ostafrika einmaliges Kulturmerkmal ein: den Viehbesitz. Besonders in den südlichen Savannen Madagaskars, in dem die afrikanischen Einflüsse am stärksten sind, werden Reichtum und sozialer Status am Besitz von Vieh gemessen; die Zahl der Zebus übersteigt die der Einwohner um das zwei- bis dreifache.

## Araber

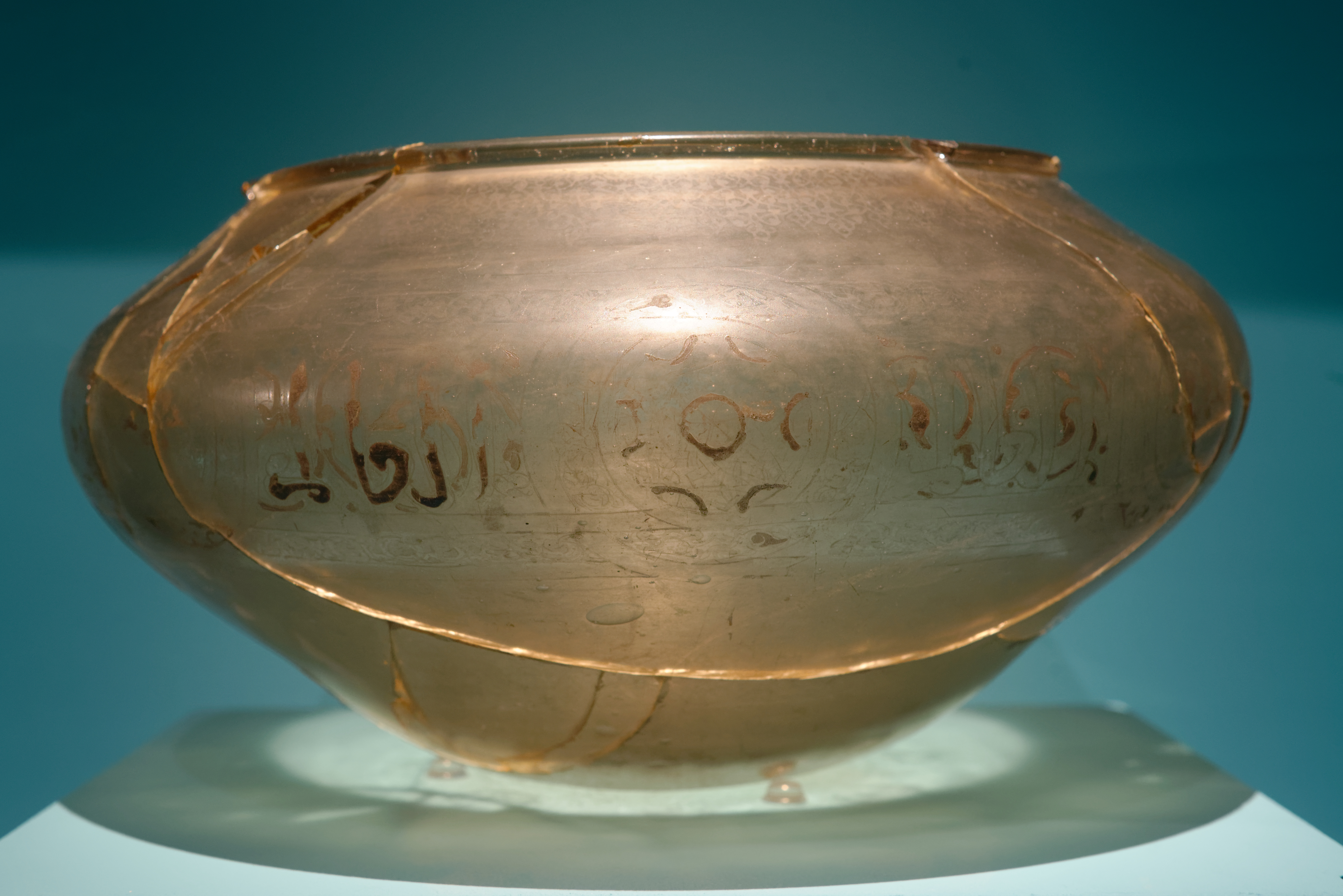
Vase mit arabischen Schriftzügen vom Friedhof von Vohémar in der nordöstlichen Provinz Antsiranana

Ob die mittelalterlichen arabischen Seefahrer und Geografen Madagaskar kannten, war lange Zeit umstritten. Durch die Ausgrabungen in Mahilaka konnte aber eine Handelsstadt mit Moscheen und Steingebäuden belegt werden, die vom 10. bis zum 15. Jahrhundert blühte. Die Stadt umfasste eine Fläche von 75 ha und war von einer Mauer umgeben. Während im Machtzentrum die Eisenverarbeitung und der Konsum von Haustieren dominierte, lebten Reisbauern in den peripheren Gebieten. Die der Südküste Ophirs (Afrika) gegenüber liegende Insel war als Phebol, Cernea, Menuthias, Medruthis, Sherbezat, Camarcada oder Mondinsel bekannt.
Anfang des 10. oder 11. Jahrhunderts verkehrten arabische und sansibarische Sklavenhändler entlang der afrikanischen Ostküste und ließen sich an der Westküste Madagaskars nieder. Ihre heutigen Nachkommen bilden die ethnische Gruppe der Antaimoro an der Südostküste nahe Manakara. Die arabischen Einwanderer bildeten verglichen mit den Indonesiern und den Bantu eine Minderheit. Die madegassischen Namen für Jahreszeiten, Monate, Tage und Münzen sind arabischer Herkunft, ebenso die Beschneidung, der gemeinsame Getreidevorrat und verschiedene Grußformen. Arabische Medizinmänner, Ombiasy genannt, etablierten sich als Richter in vielen madegassischen Königtümern. Arabische Einwanderer führten ein patriarchales Familien- und Clansystem ein. Zuvor hatten die Madegassen das polynesische matriarchale System praktiziert, in dem Rechte, Privilegien und Besitz den Männern und Frauen in je gleicher Weise zugeteilt waren.

## Europäische Kolonialisierungsversuche (ab 1528), Piraterie

### Umlenkung des Gewürzhandels, Portugiesen, Engländer, Franzosen

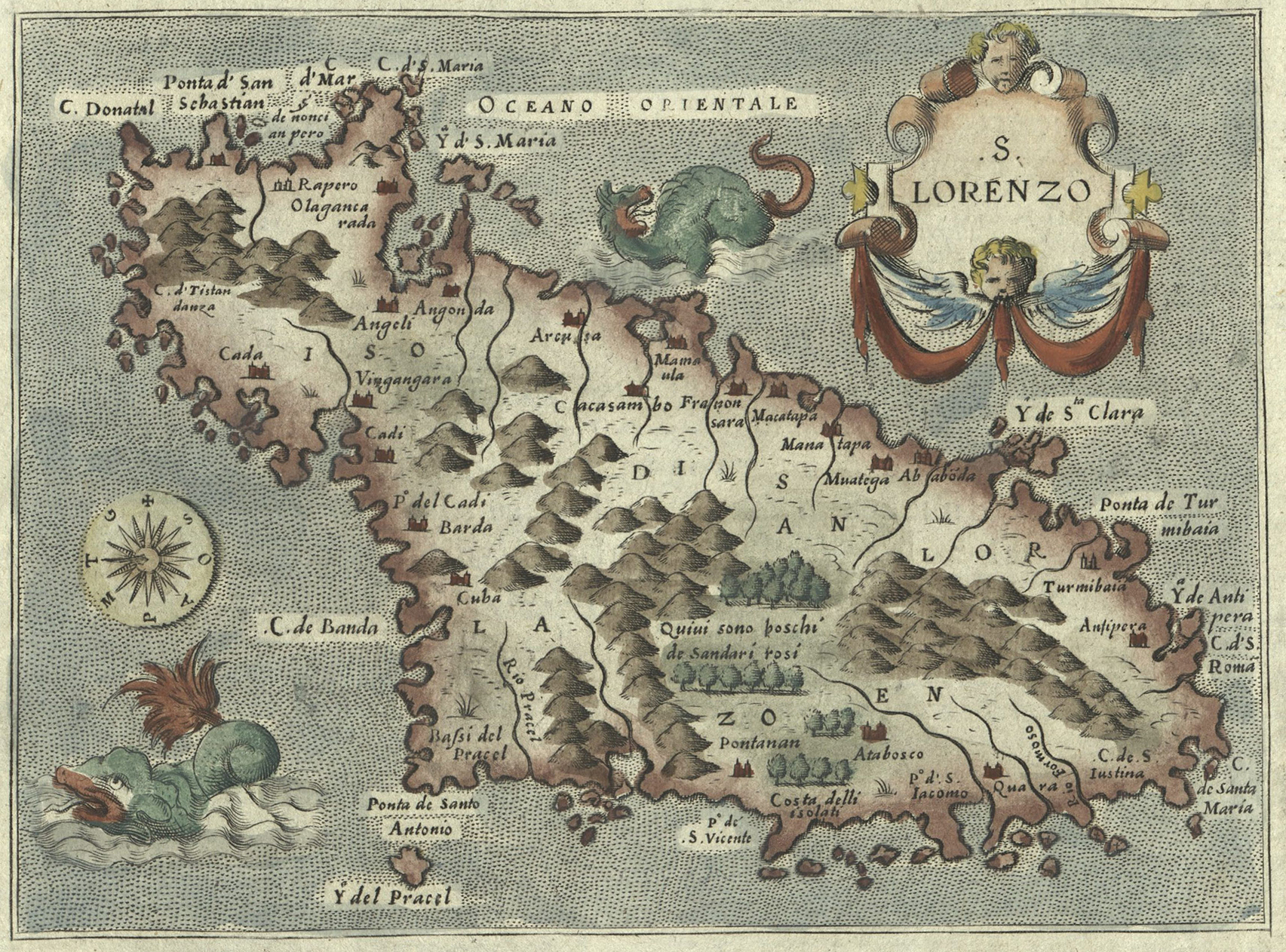
Descrittione dell'Isola di S. Lorenzo [Madagascar], in: Tomaso Porcacchi Castilione: L'Isole piu famose del Mondo, Venedig 1576, S. 178–181, hier: S. 178 (Digitalisat)

Bis zum 15. Jahrhundert hatten die Europäer den Muslimen den Gewürzhandel abgerungen. Davor verlief er über den Nahen Osten direkt von Indien zum Mittelmeer. Nachdem ihre Frachtschiffe das Kap der guten Hoffnung umrundet hatten, verlief der Gewürzhandel von Indien direkt nach Portugal. Der portugiesische Seemann Diogo Dias setzte 1500 als erster Europäer seinen Fuß auf madegassischen Boden, als sein Schiff auf der Fahrt nach Indien vom Kurs abkam. 1528 erfolgte ein portugiesischer Ansiedlungsversuch, der jedoch scheiterte; die Siedler wurden niedergemacht. Portugal konzentrierte sich weitgehend auf das nahe gelegene afrikanische Festland und gab Madagaskar um 1630 endgültig auf.

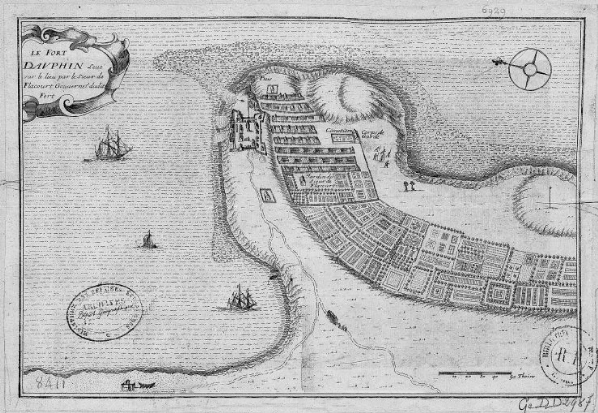
Karte von Fort Dauphin um 1650

In den folgenden zweihundert Jahren strebten Engländer und Franzosen weniger nach der Herrschaft über die Insel, als vielmehr nach deren Ressourcen, ab dem 18. Jahrhundert vor allem für die Versorgung ihrer Plantagenkolonien. So suchten sie nach Sklaven für Mauritius, bzw. Réunion, importierten aber auch Reis und Rinder von Madagaskar, um die Arbeiter auf ihren Zuckerrohrplantagen versorgen zu können. Fieber, Dysenterie, die feindliche madegassische Bevölkerung und das harte trockene Klima Südmadagaskars setzen 1646 der zwei Jahre zuvor gegründeten englischen Ansiedlung bei Toliara ein Ende. Die Piraten William Courteen und Thomas Kynneston waren die führenden Köpfe dieses Besiedlungsversuchs. Eine weitere Siedlung im Norden in Nosy Be wurde 1649 aufgegeben.
Die seit 1643 im Inselsüden bestehende französische Kolonie bei Taolañaro (Fort Dauphin) hielt sich länger. Nach dreißigjähriger Existenz kam es Weihnachten 1672 zu Unruhen unter den ansässigen Antanosy. Sie waren offenbar aufgebracht, weil vierzehn französische Soldaten des Forts sich von ihren madegassischen Frauen hatten scheiden lassen, um vierzehn in die Kolonie entsandte französische Frauen zu heiraten, und massakrierten dreizehn der vierzehn Bräute. Die Antanosy belagerten achtzehn Monate lang die Palisaden von Taolañaro. Ein Schiff der französisch-ostindischen Kompanie evakuierte 1674 die überlebenden dreißig Männer und eine Witwe auf die Insel Réunion.
Die Franzosen besaßen bis 1736 noch einen Handelsposten in der Baie d’Antongil im Inselnorden, 1750 wichen sie auf die Insel Sainte Marie aus. Während der Herrschaft des französischen Königs Ludwig XV. 1766 nahmen sie erneut Fort Dauphin in Besitz, gaben es aber schon 1771 wieder auf. In französischen Diensten eroberte der Abenteurer Moritz Benjowski 1774 wieder die Atongil-Bucht und gründete Louisbourg. Ein von ihm gegründetes unabhängiges Königreich wurde jedoch schon 1776 von Franzosen aus Réunion vernichtet. Benjowski suchte nun Verbündete in Europa und bot 1783 sogar Kaiser Josef II. Madagaskar als österreichische Kolonie an, ohne jedoch finanzielle oder militärische Unterstützung zu erhalten. 1785 kehrte er nach Madagaskar zurück und versuchte, sein Königreich wiederaufzurichten, fiel aber 1786 im Kampf gegen französische Truppen und deren madegassische Verbündete.
Von 1807 bis 1811 befand sich in Toamasina ein französischer Handelsposten, der wiederum von den Briten zerstört wurde.

### Piraten und Sklavenhändler, Legendenbildung
Zwischen 1680 und 1725 war Madagaskar ein Piratenstützpunkt. Bekannte Piraten wie Kapitän William Kidd, Henry Every, John Bowen und Thomas Tew machten die Antongil Bay und Sainte Marie (Nosy Boraha), eine kleine 15 km vor der Nordostküste Madagaskars gelegene Insel, zu ihrer Basis. Die Piraten plünderten Handelsschiffe im Indischen Ozean, im Roten Meer und im Persischen Golf. Sie raubten die für Europa beladenen Handelsschiffe mit ihrer Seiden-, Tuch-, Gewürz- und Juwelenfracht aus. Schiffe, die in umgekehrter Richtung nach Indien fuhren, überfiel man wegen ihrer Münzen, sowie Gold- und Silberschätze. Ziele der Piraten waren die zwischen den Häfen des Indischen Ozeans verkehrenden indischen Frachtschiffe sowie die von Frankreich, England und den Niederlanden beauftragten Handelsschiffe der Ostindien-Kompanien. Die zwischen Surat in Indien und Mokka an der Spitze der arabischen Halbinsel segelnde Pilgerflotte bildete ebenfalls ein Ziel der Piraten, weil die muslimischen Pilger häufig Juwelen und andere Kleinodien mit sich nach Mekka führten.
Die einheimischen Machthaber tolerierten die Piraten, da diese sich am Handel beteiligten und Söldnerdienste leisteten. Dabei waren sie auch an der Sklavenjagd und dem Handel mit Sklaven beteiligt. Der Sturz und die Hinrichtung des Piraten William Kidd hing möglicherweise mit seiner distanzierteren Haltung zur Sklaverei und einem dadurch entstandenen Gegensatz zu seinem Konkurrenten Adam Baldridge zusammen.
Die indischen Kaufleute der unterschiedlichen Häfen von Afrika und Réunion waren wohl bemüht, den Raub der Waren durch die Piraten einzudämmen. Die niedrigbezahlten Mannschaften der Handelsschiffe im Indischen Ozean waren jedoch kaum zum Kämpfen zu bewegen und sahen wenig Grund, ihr Leben zu riskieren. Die Piraten rekrutierten häufig aus den Mannschaften der geplünderten Schiffe weitere Bundesgenossen.
Vor der Ankunft der Europäer führten die madegassischen Fokos gelegentliche Kriege zum Sklavenfang. Die Sklaven wurden entweder an arabische Händler verkauft oder in Diensten gehalten. Mit der Ankunft der europäischen Sklavenhändler stieg der Wert der menschlichen Handelsware und damit die Zahl der Kriege der madegassischen Küstenfokos zum Sklavenfang. An Stelle von Spießen und Macheten setzten die Einheimischen Musketen, Pulver und Blei ein, das sie von Europäern erhielten.
Wegen ihrer Beziehungen zu den Piraten auf Nosy Boraha verfügten die Betsimisaraka in Ostmadagaskar über mehr Feuerwaffen als alle anderen Fokos. Sie überwältigten die benachbarten Antakarana und Tsimihety und überfielen sogar die Komoren. Die Sakalava hatten an der Westküste die meisten Beziehungen zum Sklavenhandel, wodurch sie ebenfalls den Zugang zu Gewehren und Pulver erlangten. Sie besiegten die anderen Gruppen der Westküste. Häuptlinge, die keine Gefangenen für den Sklavenhandel gemacht hatten, verkauften zuweilen ihre eigenen Leute in die Sklaverei.
Im äußersten Norden Madagaskars unterhielt das Sultanat Sansibar einige Niederlassungen, vergeblich jedoch bemühte sich Sultan Said ibn Sultan um engere Kontakte zu Königin Ranavalona I., um mehr Einfluss auf die Insel zu gewinnen.
Der unter dem Pseudonym Charles Johnson schreibende Autor erzählte im zweiten Band seiner General History of the Pyrates 1728 die Geschichte eines gewissen Kapitäns Misson und seiner Freunde. Der Erzählung zufolge hatten sie auf Madagaskar eine utopische Republik errichtet, die den Namen Libertalia bzw. Libertatia trug und auf den Idealen von Freiheit, Gleichheit und Brüderlichkeit gründen sollte. Die Piraten von Libertalia sollten wachsame Hüter der Rechte und Freiheiten der Völker sein sowie eine Schutzmauer gegen die Reichen und Mächtigen ihrer Zeit. In puncto Selbstverwaltung orientierten sich Missons Piraten angeblich an einer demokratischen Form, bei der das Volk selbst Urheber und Richter seiner eigenen Gesetze war. Die Monarchie lehnten sie ab. Verwundete Piraten wurden gepflegt, gefangene Sklaven wurden befreit, und es herrschte allgemeine Religionsfreiheit. Obwohl die Geschichte von Libertalia keinen historischen Kern hat, sondern nur ein als Piratengeschichte getarntes politisches Essay ist, ist sie für moderne Vorstellungen über die Piraten auf Madagaskar prägend. Das Piratenmuseum von Antananarivo geht von der tatsächlichen Existenz der Piratenrepublik aus.

## Die Merina-Monarchie

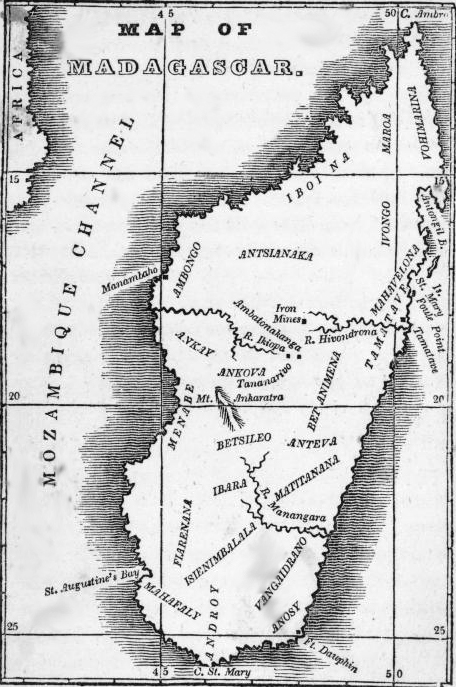
Madagaskar um 1839

### Eroberung der Insel seit König Andrianampoinimerina, Hauptstadt Antananarivo
Im zentralen Hochland von Madagaskar hatte das Königreich der Merina, ein Reisbauernvolk malaiischer Herkunft, in relativer Abgeschlossenheit vom Rest Madagaskars einige Jahrhunderte gelebt; 1824 eroberte Merina jedoch fast die gesamte Insel dank der Führung zweier Könige, nämlich Andrianampoinimerina (ca. 1745–1810) und sein Sohn Radama I. (1792–1828). Zum einen profitierten sie von den ab 1815 sich verschärfenden Restriktionen gegen den Sklavenhandel, denn sie erhielten Kompensationen für den Verzicht auf den Menschenhandel. Zum anderen sorgten britische Militärs dafür, dass ihre Armee, versorgt aus dem durch die napoleonischen Kriege hochgerüsteten Europa, gut ausgebildet war.
Andrianampoinimerina schuf das Reich der Merina also nicht nur durch Heiratspolitik, sondern durch die militärische Unterwerfung der anderen Ethnien. Er machte Antananarivo zur Hauptstadt Madagaskars und errichtete den Königspalast rova auf einem die Stadt überragenden Berggipfel. Der ehrgeizige König proklamierte Ny ranomasina no valapariako („das Meer ist die Grenze meines Reisfeldes“). Andrianampoinimerina zeichnete sich vor anderen ehrgeizigen Königen und Häuptlingen durch seine Verwaltungsfähigkeit aus. Der König erließ Gesetze und überwachte den Damm- und Grabenbau zur Urbarmachung weiteren Landes um Antananarivo. Er führte den Metallspaten ein und zwang die Reisbauern, ihn zu benutzen. König Andrianampoinimerina war ein mustergültiger Militärkommandant. Bis zu seinem Tod im Jahr 1810 hatte er die Völker der Bara und des Betsileo-Hochlands unterworfen und bereitete sich vor, die Grenzen seines Königreiches bis an die Küsten der Insel zu erweitern.
Darüber hinaus gilt er als Begründer weiter Teile der Überlieferung, als Quelle der Weisheit und als begabter Redner, so dass auf ihn die philosophischen, literarischen und politischen Traditionen zurückgehen. Seine Ideen flossen in die Übersetzung eines Missionars ein (Histoire des Rois, 1908). Dieses mehr als 1000 Seiten umfassende Werk, das Tantara ny Andriana eto Madagasikara, bildet zugleich den Kern der historischen Überlieferung.

### Wachsender Einfluss Großbritanniens (ab 1815), Mission

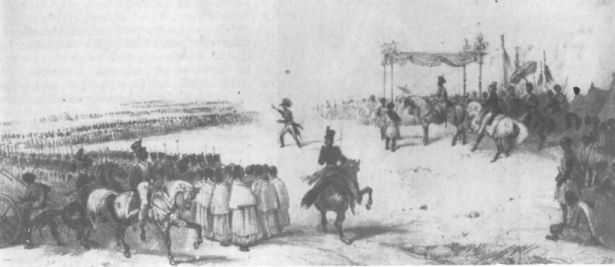
König Radama I. vor seinen Truppen, 1825

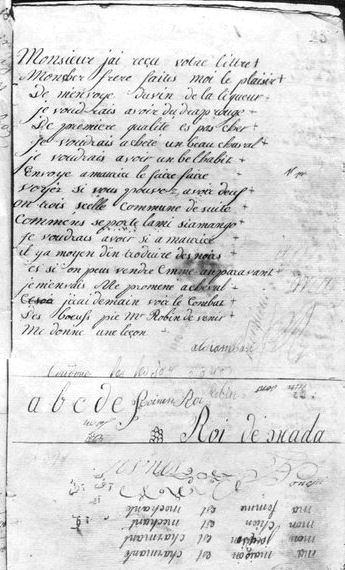
Französisches Textbuch Radamas

Sein Sohn Radama I. (Radama der Große) übernahm die Regierung während eines wesentlichen Ereignisses in der europäischen Geschichte, das Rückwirkungen auf Madagaskar hatte. Mit der Niederlage Napoléons I. verschob sich das Gleichgewicht der europäischen Mächte und seiner Kolonien zu Gunsten Großbritanniens. Dieses suchte die Macht über die Handelswege im Indischen Ozean und besetzte Réunion und Mauritius. Mauritius blieb eine Basis für die Erweiterung des britischen Empires. Der Gouverneur von Mauritius bat die französische Regierung nachdrücklich, Radama I. als König von Madagaskar anzuerkennen, ein diplomatisches Manöver, mit dem er die Insel souverän machen und folglich aus allen Ansprüchen europäischer Mächte herausheben wollte.
Radama I. unterzeichnete Verträge mit Großbritannien zur Ächtung des Sklavenhandels und der Zulassung protestantischer Missionare in Madagaskar, insbesondere der London Missionary Society (1810). Im Gegenzug für die Ächtung des Sklavenhandels empfing Madagaskar die im Vertrag „Äquivalent“ genannte jährliche Summe von tausend Dollar in Gold, weitere tausend in Silber, eine festgelegte Menge Schießpulver, Flinten und Musketen, sowie 400 ausgesonderte britische Armeeuniformen. 1820/21 gingen neun Madegassen nach London, um dort alles über die westliche Kultur, Verwaltung, Militär und Technik zu erlernen. Der Gouverneur von Mauritius entsandte auch Militärberater, die zuweilen Merina-Soldaten gegen die Sakalava und Betsimisaraka in den Krieg führten. Nachdem er 1824 die Betsimisaraka besiegt hatte, erklärte Radama: „Heute gehört mir die gesamte Insel! Madagaskar hat einen Regenten!“ Der König starb 1828 als Anführer seiner Armee während einer Strafexpedition gegen die Betsimisaraka.

### Weitere Modernisierung, Aufkündigung der Verträge mit London, Kampf gegen Missionierung

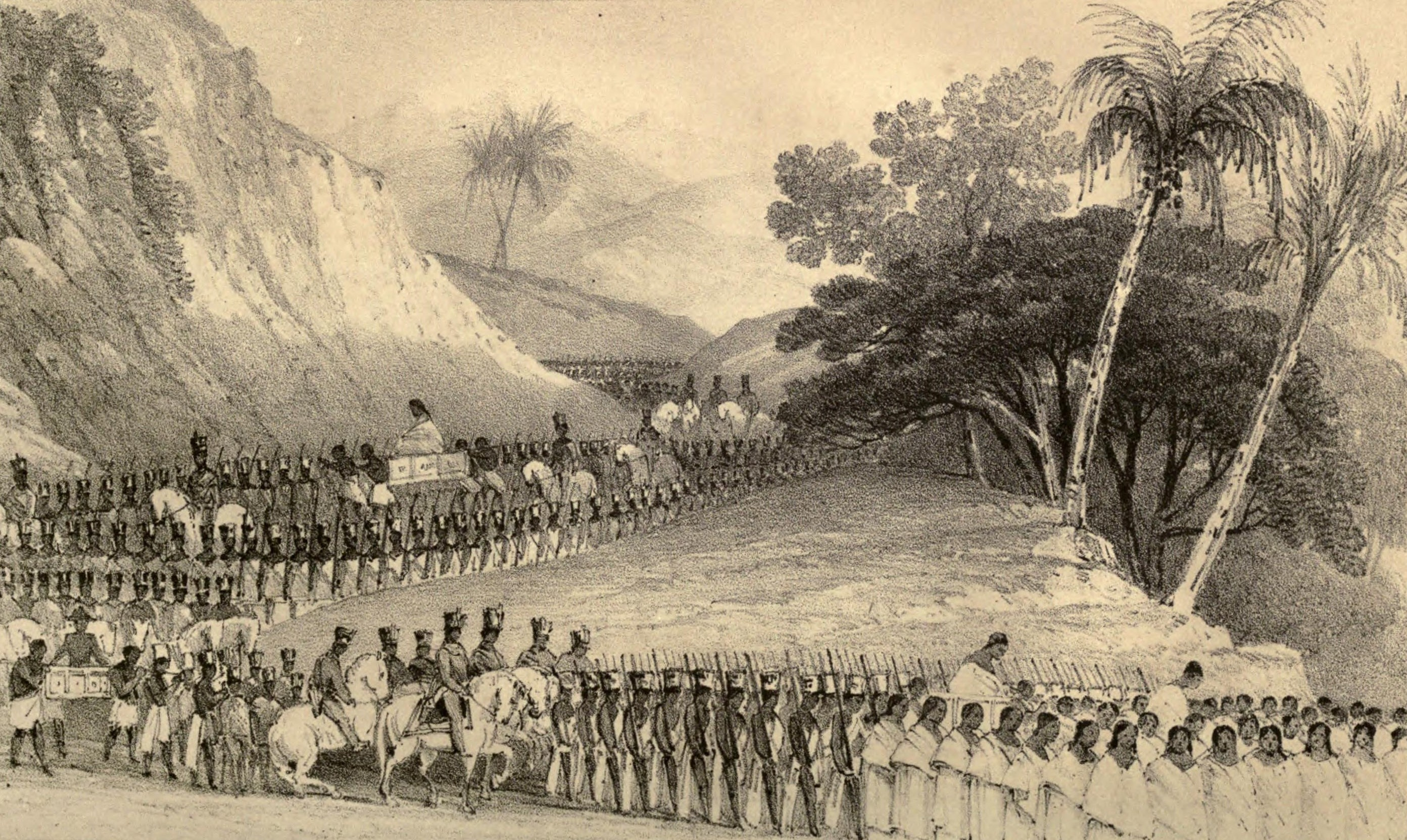
Königin Ranavalona I. während eines Zeremoniells (vor 1838), in: William Ellis: History of Madagascar. Comprising also the progress of the Christian mission established in 1818, and an authentic account of the persecution and recent martyrdom of the native Christians, 2 Bde., Bd. II, London/Paris 1838, zwischen S. 422 und 423 (Digitalisat)

Die 33-jährige Herrschaft der Königin Ranavalona I. (Ranavalona die Grausame, 1828–1861), der Witwe von Radama I., begann mit der Ermordung der Erben und Verwandten des toten Königs. Die Adligen und die Medizinmänner, die ihren Einfluss unter dem Regime der vorhergehenden zwei Merina-Könige verloren hatten, kamen wieder zu Einfluss. Die Königin, die die Modernisierung des Landes vorantrieb, wies zugleich die von Radama mit Großbritannien geschlossenen Verträge zurück; insgesamt versuchte sie den ausländischen Einfluss zurückzudrängen. Die Ausweitung ins Gebiet der Sakalava führte zu erheblichen Verlusten auf beiden Seiten, spaltete zudem die Insel. Das Augenmerk der Regierung lag auf den Missionaren, die als feindliche Agenten betrachtet wurden. Sie bedrohten unverhüllt die Stellung der Könige als Mittler zu den Ahnen.
Die Genesung von einer schweren Krankheit 1835 schrieb sie ihren zwölf Sampy-Talismanen zu, die mit übernatürlichen Mächten ausgestattet unter dem Palast hausten. Um diese Sampy zu beschwichtigen, verabschiedete sie einen Erlass, in dem sie die Ausübung des Christentums in Madagaskar verbot, die britischen Missionare von der Insel verwies und zum Christentum Konvertierte verfolgte. Christliche Bräuche seien „nicht die Bräuche unserer Ahnen“, erklärte sie. Die Königin machte die gesetzlichen Reformen von König Andrianampoinimerina rückgängig, wozu sie das Gottesurteil in Anwendung brachte. Verdächtige Kriminelle – meist Anhänger des Christentums – mussten das Gift des Tangena-Baums trinken. Wenn sie das Gottesurteil überlebten, was selten geschah, galten sie als unschuldig. Madegassische Christen bezeichnen diese Periode als tany maizina „die Zeit, als das Land im Finstern lag.“ Völlig übertrieben wurden nun die Schätzungen der Toten; angeblich 150.000 Christen starben während der Herrschaft von Ranavalona. Tatsächlich gerieten wohl 10.000 Menschen in den Verdacht, die Königin stürzen zu wollen – wie viele Bewohner ums Leben kam, ist unklar. Die neun Missionare wurden des Landes verwiesen (Bechtloff, S. 83). 1829 kam es zum Missionsverbot, 1831 zum Verbot der Taufe. 1849 wurde verlangt, dass sich alle „Christen“ auf den großen Märkten öffentlich bekennen sollten, um sie im Anschluss verbrennen oder zu Tode stürzen zu können. Ihre nichtchristlichen Ehepartner und ihre Kinder sollen versklavt werden.
Die Missionare hatten davor sehr viel Wert auf die handwerkliche Ausbildung gelegt, was den Christianisierten enorme Aufstiegs- und Einkommensmöglichkeiten eröffnete. Sie „bildeten den Kern der neuen madagassischen Mittelschicht“ (Bechtloff, S. 84). Doch sie verlangten zunehmend Teilhabe an der Macht, womit für die Regierung ein Christ zum Umstürzler oder Putschisten wurde. Das protestantische Bekenntnis wurde zum Signum der Auflehnung gegen die traditionelle Form der Machtausübung. Ranavalona gestattete nur zwei Europäern, den Franzosen Laborde und Delastelle, im Lande zu bleiben.

### Lambert-Charta, französischer Eroberungsversuch
Indessen wuchs der Sohn und Erbe der Königin, Kronprinz Radama II., insgeheim römisch-katholisch beeinflusst. Der Kontakt zu französischen Staatsangehörigen in Antananarivo bewog ihn, 1854 einen Brief an Napoléon III. zu senden und Frankreich zu einer Invasion in Madagaskar zu bewegen. Am 28. Juni 1855 unterzeichnete er die Lambert Charta. Dieses Dokument gab Joseph-François Lambert, einem unternehmungslustigen französischen Geschäftsmann, der in Madagaskar drei Wochen zuvor angekommen war, das ausschließliche Recht, alle Mineralien, Wälder und unbesetzten Ländereien in Madagaskar gegen eine 10-%-Abgabe an die Merina-Monarchie auszubeuten. In den folgenden Jahren dienten die Lambert-Charta und der Brief des Prinzen an Napoléon III. den Franzosen zur Rechtfertigung der Franco-Hova Kriege und der Annexion von Madagaskar als französische Kolonie. 1857 deckte die Königin eine Verschwörung ihres Sohnes Radama II. und französischer Staatsbürger gegen sie in der Hauptstadt auf. Sie vertrieb sofort alle Ausländer aus Madagaskar. Ranavalona starb 1861.

### Rückkehr der Briten, Umsturz durch Premier Rainivoninahitriniony, anglikanische Staatsreligion

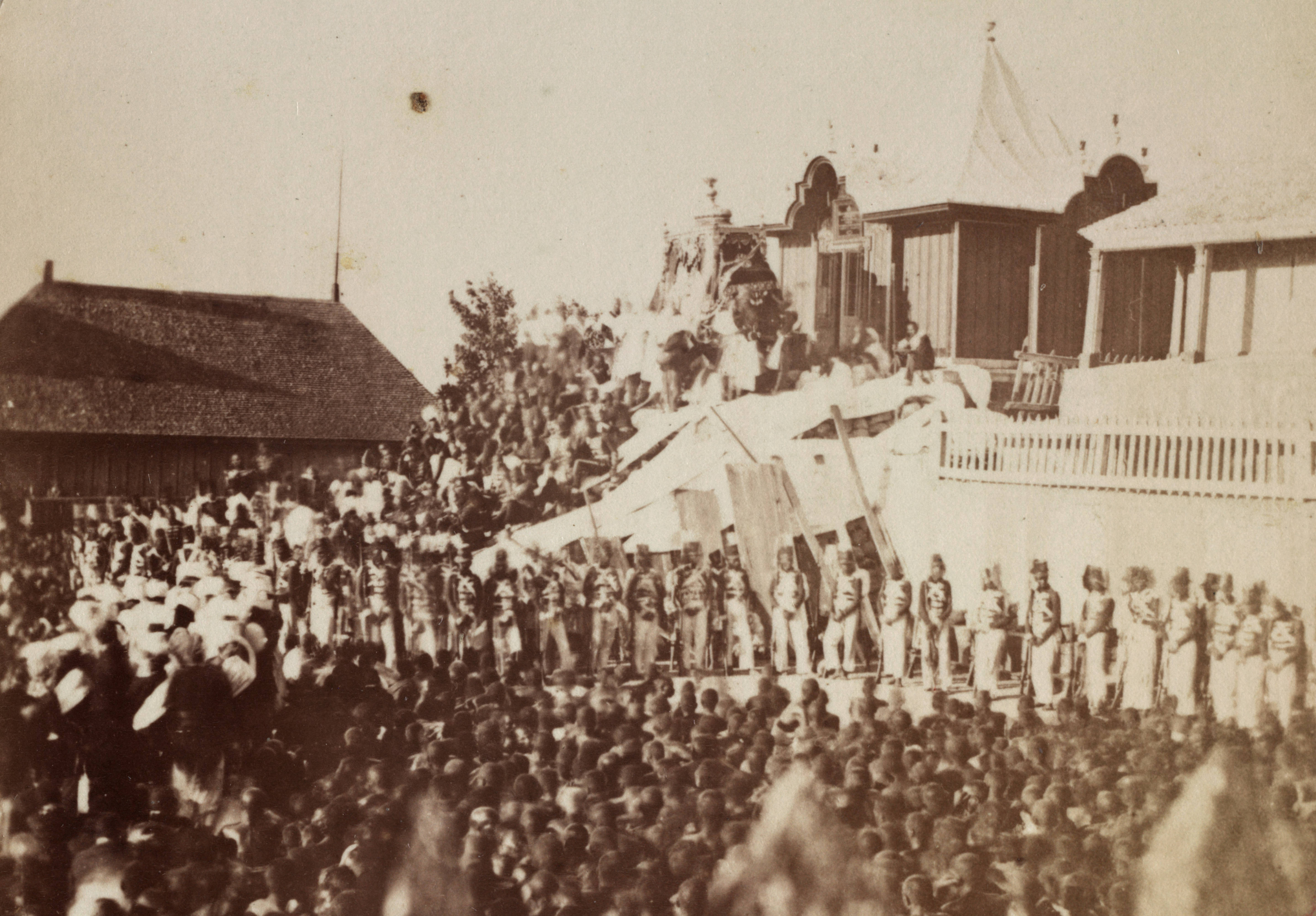
Die Beerdigung von Königin Rasoherina, 1868

In seiner nur zweijährigen Regierungszeit begann König Radama II. wieder den Handel mit Mauritius und Réunion, lud die christlichen Missionare und die Ausländer ein, nach Madagaskar zurückzukehren, und setzte die meisten Reformen Radamas I. wieder in Kraft. Seine Politik veranlasste den verärgerten Adel jedoch zu einem von Premierminister Rainivoninahitriniony ausgeführten Staatsstreich. Ebenso listig wie sein Bruder Rainilaiarivony sicherte er sich den Einfluss auf die Regierungsgeschäfte Madagaskars für die restlichen 32 Jahre der Merina-Monarchie. Zunächst heiratete Rainivoninahitriniony, später sein Bruder, Königin Rasoaherina, die Witwe von Radama II. Rainilaiarivory heiratete auch die letzten beiden Königinnen Madagaskars, Ranavalona II. und Ranavalona III. Damit endeten die Jahre der Anarchie unter Radama II.

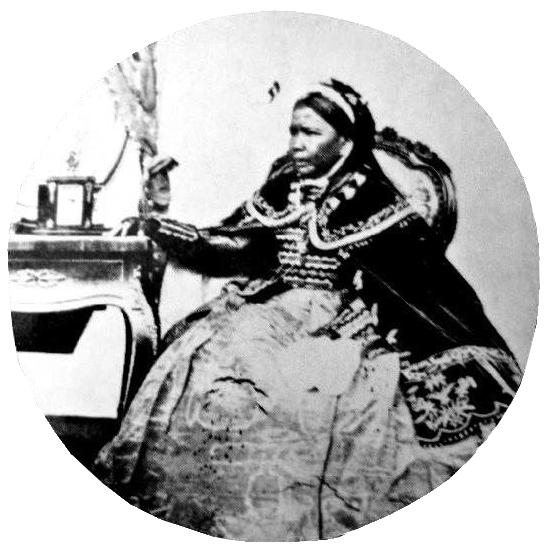
Königin Ranavalona II. (1868–1883), fotografiert gegen Ende ihrer Regierungszeit

1869 wurde Königin Ranavalona II., die von der London Missionary Society erzogen worden war, anglikanisch getauft; diese Konfession wurde später Staatsreligion von Madagaskar. Die Königin ließ alle Sampy öffentlich verbrennen. Zahlreiche katholische und protestantische Missionare kamen, um Kirchen und Schulen zu bauen. Die Herrschaft der Königin Ranavalona II. war die Blütezeit des britischen Einflusses in Madagaskar. In Teilen der Insel ersetzte Englisch das Französische als Zweitsprache. Cup (Tasse), carpet (Teppich) und andere englische Wörter drangen in die madegassische Sprache ein. Britisches Militär gelangte über Südafrika auf die Insel.
Die Einbindung der einst einflussreichen Männer bei Hof, wie etwa Astrologen und Wächter der Talismane, vollzog sich binnen kurzer Zeit. Sie wurden knapp im christlichen Glauben unterwiesen, dann getauft, schließlich als Kirchendiener beschäftigt. Das christliche Bekenntnis wurde nun zum Bekenntnis zum Königtum und zum Staat, wo es vorher Protest und Subversion ausgedrückt hatte.

### Niederlage gegen Frankreich (1883), Eroberung (1895)

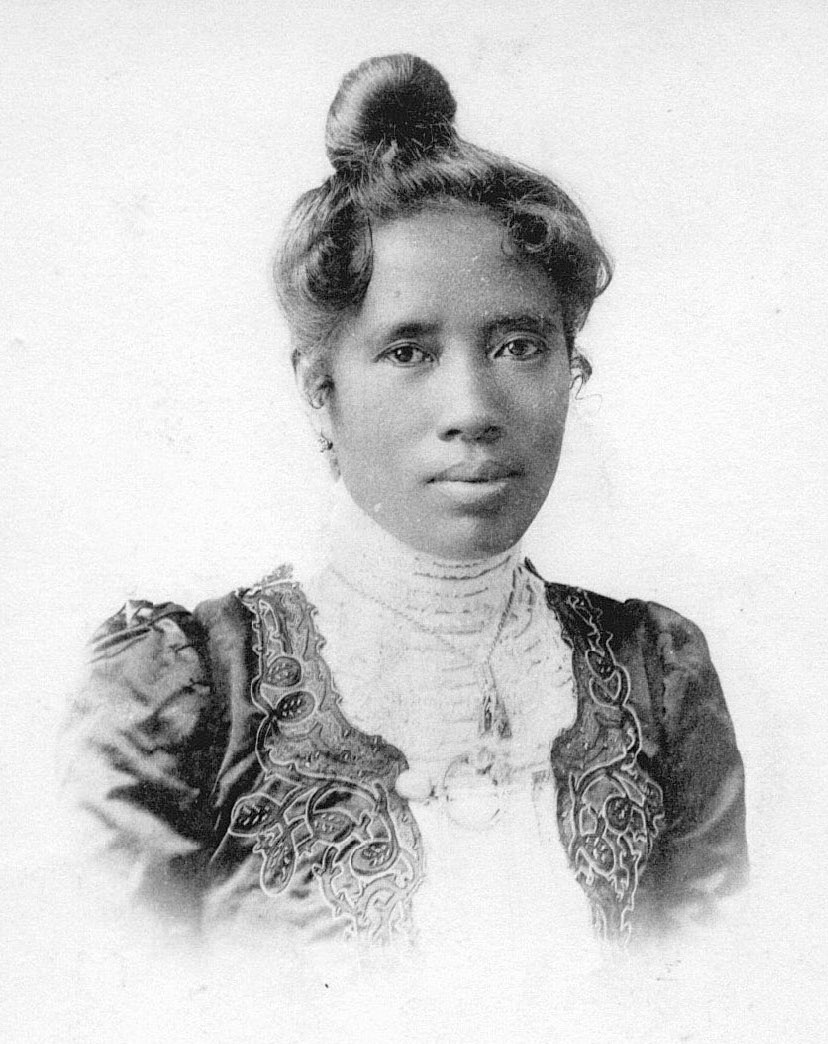
Königin Ranavalona III. (1883–1897), um 1905

Um die Lambert-Charta wieder in Kraft zu setzen und den konfiszierten Besitz französischer Bürger wieder zu erlangen, marschierte Frankreich 1883 im Franco-Hova Krieg (Hova war ein adeliger Merina) in Madagaskar ein. Am Ende des Krieges überließ Madagaskar Antsiranana (Diégo Suarez) an der Nordküste Frankreich und zahlte 560.000 Goldfranc an die Erben Joseph-François Lamberts. Indessen arbeiteten Diplomaten bei der Aufteilung Afrikas in Europa eine Vereinbarung aus, nach der Großbritannien für den Erhalt des Sultanates von Sansibar auf seinen Anspruch auf Helgoland zugunsten Deutschlands und auf alle Ansprüche auf Madagaskar zugunsten Frankreichs verzichtete. Diese Vereinbarung besiegelte Madagaskars Schicksal. Premierminister Rainilaiarivory hatte erfolgreich Großbritannien und Frankreich gegeneinander ausgespielt, aber jetzt konnte Frankreich sich ohne Furcht vor Repressalien vonseiten Großbritanniens einmischen.

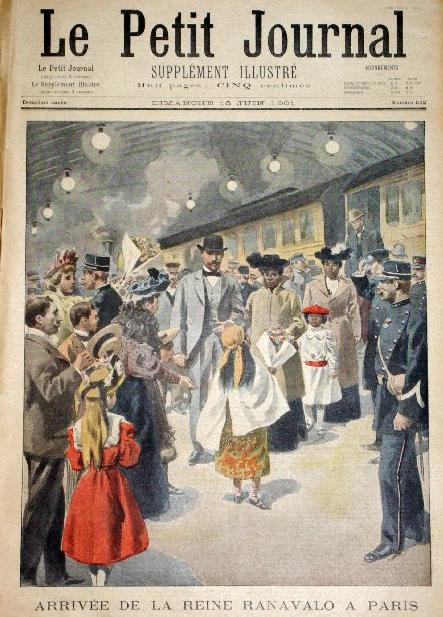
Königin „Ranavalo“ in Paris, Titelblatt des Petit Journal vom 16. Juni 1901

1895 landete eine französische Kolonne in Mahajanga (Majunga) und marschierte über den Fluss Betsiboka zur Hauptstadt Antananarivo, die in einem Überraschungsangriff eingenommen wurde. Man hatte den Angriff von der viel näheren Ostküste erwartet. 20 französische Soldaten starben im Kampf und 6000 an der Malaria und anderen Krankheiten, bevor der Zweite Franco-Hova Krieg endete. 1896 stimmte das französische Parlament für eine Annexion Madagaskars. Nach 103 Jahren endete die Merina-Monarchie, und die königliche Familie emigrierte nach Algerien, wo die letzte Königin 1917 starb. Ihr Leichnam wurde 1938 in Madagaskars Hauptstadt erneut beigesetzt.

## Die französische Herrschaft

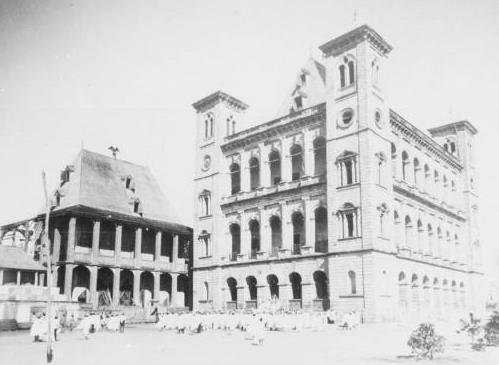
Der Königinnenpalast von Antananarivo, 1895

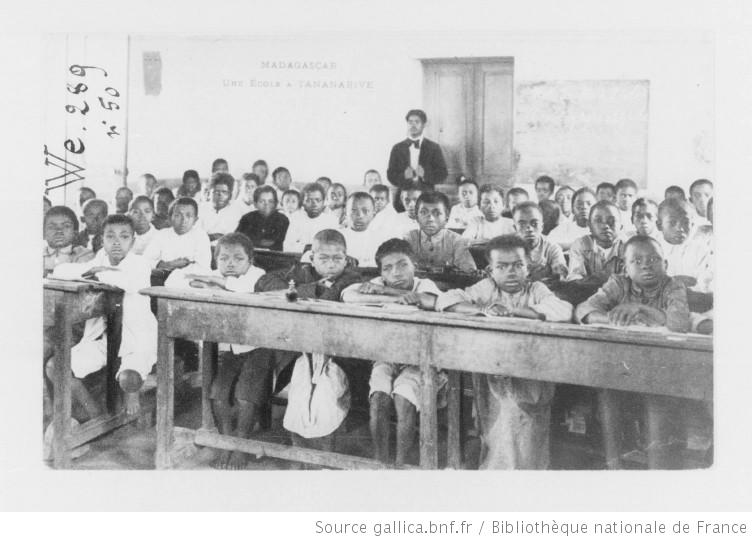
Schule der Kolonialzeit, 1908

Die Briten akzeptierten 1890 die Einrichtung eines französischen Protektorates im Gegenzug zu einer endgültigen Herrschaft über Sansibar (heute Teil von Tansania) und als Teil einer allgemeinen Festlegung der Einflusssphären im Gebiet. Die absolute französische Herrschaft über Madagaskar wurde 1895–1896 durch militärische Gewalt errichtet und die Merina-Monarchie abgeschafft.
Madegassische Truppen kämpften während des Ersten Weltkriegs in Frankreich, Marokko und Syrien. Nach der deutschen Besetzung Frankreichs 1940 unterstand Madagaskar zunächst der Vichy-Regierung, ab 1942 den Briten, deren Truppen die strategisch bedeutsame Insel in der Operation Ironclad besetzten, um ein Eindringen Japans zu verhindern. Die Freien Franzosen übernahmen 1943 die Insel von Großbritannien.
Entsprechend der Loi Lamine Guèye von 1946 hatten alle Bürgerinnen und Bürger bei Wahlen zum französischen Parlament und auch bei lokalen Wahlen ein Wahlrecht. Es handelte sich um ein Zweiklassenwahlrecht, das den Französischstämmigen Vorteile verschaffte. Das passive Wahlrecht wurde in dem Gesetz nicht ausdrücklich erwähnt, war aber auch nicht ausgeschlossen.

## Aufstand (1947), allgemeines Wahlrecht (1956), Unabhängigkeit (1960)
1947 fiel das französische Ansehen auf einen Tiefpunkt, ein nationaler Aufstand wurde nach einem Jahr bitteren Kämpfens niedergeschlagen, in dem 80.000 Madegassen getötet wurden. Die Franzosen reformierten 1956 die Institutionen unter der loi-cadre Defferre, und Madagaskar schlug einen friedlichen Weg in die Unabhängigkeit ein.
Mit dem Gesetz war das aktive und passive allgemeine Wahlrecht erreicht, also auch das Frauenwahlrecht.
Die Republik Madagaskar wurde am 14. Oktober 1958 zum autonomen Staat innerhalb der französischen Gemeinschaft erklärt. Die provisorische Regierung endete 1959 mit der Annahme einer Verfassung; die vollständige Unabhängigkeit wurde am 26. Juni 1960 mit Philibert Tsiranana als Präsident erlangt.

## Nachkoloniale Regierungen

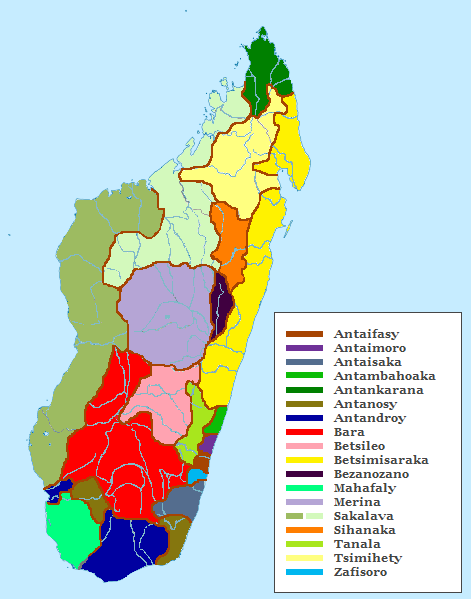
Ethnische Gruppen auf Madagaskar

Tsirananas Regierung stand in Kontinuität zur Politik der französischen Siedler (oder „Kolonisten“), die sich noch in Machtpositionen befanden, und setzte, anders als viele ehemalige französische Kolonien, auf einen antikommunistischen Kurs. 1972 flammten Proteste gegen diese Politik auf und Tsiranana wurde zum Rücktritt gezwungen. Er übergab die Macht an General Gabriel Ramanantsoa und seine provisorische Regierung. Diese änderten die Außenpolitik zugunsten engerer Verbindungen mit der Sowjetunion. 1975 wurde unter Richard Ratsimandrava und nach dessen Tod im selben Jahr und unter Gilles Andriamahazo die Rückkehr zur Demokratie versucht.
Doch 1975 putschte sich der ehemalige Außenminister, Admiral Didier Ratsiraka, an die Macht. Am 30. Dezember 1975 wurde die Demokratische Republik Madagaskar proklamiert. Ratsiraka wurde für sieben Jahre zum Präsidenten gewählt und agierte weiter in Richtung Sozialismus, nationalisierte große Teile der Wirtschaft und brach alle Beziehungen zu Frankreich ab. Diese Politik beschleunigte den Niedergang der madegassischen Wirtschaft, da nach der Unabhängigkeit französische Einwanderer das Land verließen, womit ein Mangel an Fähigkeiten, Kontakten und Technologie entstand. Ratsirakas siebenjährige Regierungszeit wurde ausgedehnt, nachdem seine Partei (Avantgarde de la Révolution Malgache AREMA) 1977 als einzige Partei zu den Wahlen zugelassen worden war. Auf Grund der katastrophalen wirtschaftlichen Lage näherte sich Madagaskar erneut Frankreich an und änderte seine prokommunistische Politik in eine prokapitalistische. Schließlich zwang ihn die madegassische Opposition und die internationale Öffentlichkeit, seine Position auch ideologisch zu revidieren, so dass 1992 eine neue bürgerliche Verfassung in einer Volksabstimmung verabschiedet wurde.
1993 wurde Ratsiraka in den ersten Mehrparteienwahlen von Albert Zafy besiegt. Zafy misslang die Einigung des geteilten Landes und er wurde 1996 angeklagt. Die 1997 folgenden Wahlen mit einer Beteiligung von unter 50 % endeten überraschend mit der Wiederwahl von Didier Ratsiraka. Er strebte weiter in Richtung Kapitalismus. Der Einfluss von IWF und Weltbank führte zu einer verbreiteten Privatisierung.
Die Opposition gegen Ratsiraka verstärkte sich wieder. Die Provinzwahlen 2000 wurden von den Oppositionsparteien boykottiert, und die Präsidentschaftswahl 2001 löste mehrere Kontroversen aus. Der Kandidat der Opposition Marc Ravalomanana behauptete seinen Sieg nach der ersten Runde (im Dezember), was aber vom Amtsinhaber angefochten wurde. Anfang 2002 lieferten sich die Unterstützer beider Seiten heftige Auseinandersetzungen auf der Straße. Ravalomanana konnte Beweise für Wahlbetrug vorlegen. Nach einer Nachzählung im April erklärte das Oberste Verfassungsgericht Ravalomanana zum Wahlsieger. Ratsiraka fuhr fort, das Ergebnis anzufechten, aber sein Gegner wurde international anerkannt. Ratsiraka floh ins Exil nach Frankreich.
Bei der Parlamentswahl im Dezember 2002 erzielte Ravalomananas Partei J'aime Madagascar einen überwältigenden Wahlerfolg. Er nutzte sein Mandat, um in enger Verbindung mit IWF und Weltbank Wirtschaftsreformen durchzusetzen und die Korruption zu bekämpfen. Ratsiraka wurde in Abwesenheit wegen Unterschlagung öffentlicher Gelder zu 10 Jahren Zwangsarbeit verurteilt.
Am 27. Januar 2009 kam es zu Protesten gegen die Regierung Ravalomanana. Die Ursache war eine Entscheidung der Regierung, den Fernsehkanal TV Viva zu schließen, der eine Rede von Didier Ratsiraka übertragen hatte. Der Anführer der Demonstration, Andry Rajoelina, bis dahin Bürgermeister der Hauptstadt und Besitzer des Fernsehkanals, rief eine demokratisch nicht legitimierte Gegenregierung aus. Verfassungsrechtler bewerten dies als Putschversuch. Als die Anhänger Rajaoelinas auf seine Aufforderung hin das Stadtpalais des Präsidenten stürmen wollten, wurden sie von den Ordnungskräften unter Einsatz von Schusswaffen daran gehindert. 30 Menschen kamen dabei ums Leben. Nach seinem gescheiterten Putschversuch floh Rajoelina 6. März 2009 in die französische Botschaft.
Dank der internationalen Vermittlung unter Leitung der Entwicklungsgemeinschaft des südlichen Afrika (SADC) wurde am 17. September 2011 ein Fahrplan zur Beendigung der Krise erarbeitet, der von den meisten politischen Gruppierungen unterstützt wurde. Er benannte wichtige Schritte und Maßnahmen auf dem Weg zu Wahlen und der Rückkehr zu Demokratie und Rechtsstaatlichkeit.
Von der internationalen Staatengemeinschaft überwachte Wahlen wurden am 25. Oktober 2013 abgehalten. Für die Präsidentschaftswahl war eine Stichwahl am 20. Dezember 2013 nötig, die der Finanzminister der Übergangsregierung Hery Rajaonarimampianina für sich entschied. Er wurde im Januar 2014 zum Staatspräsidenten vereidigt.
Als einer der wenigen offenen und damit kritischen Punkte der Rückkehr zur Rechtsstaatlichkeit bestand die Frage nach der Rolle des ehemaligen Präsidenten Ravalomanana. Dieser kehrte am 13. Oktober 2014 nach fünfjährigem Exil zurück und wurde kurz nach seiner Ankunft in Antananarivo „in Sicherheit gebracht“, da er indirekt zum Putsch aufrief.

### Überblickswerke, Lexika
- Philip M. Allen, Maureen Covell: Historical Dictionary of Madagascar, 2. Auflage, Scarecrow Press, Lanham (Maryland) 2005, ISBN 0-8108-4636-5.
- Mervyn Brown: A History of Madagascar. Markus Wiener, Princeton 2000, ISBN 1-55876-292-2.
- Monique Djistera: La tradition orale de Madagascar. Reconstitution de l'histoire de Vatomandry, Editions L'Harmattan, Paris 2015.
- Chantal Radimilahy: Madagascar. From Initial Settlement to the Growth of Kingdoms, in: Peter Mitchell, Paul Lane (Hrsg.): The Oxford Handbook of African Archaeology, Oxford University Press, Oxford 2013, Chapter 65.

### Frühere Geschichte
- Matthew E. Hules u. a.: The Dual Origin of the Malagasy in Island Southeast Asia and East Africa: Evidence from Maternal and Paternal Lineages. In: American Journal of Human Genetics 76 (2005), S. 894–901.
- Henry Tutwiler Wright, Ian Bailiff: Early State Formation in Central Madagascar: An Archaeological Survey of Western Avaradrano, University of Michigan Press, 2007.

### Neuere und Neueste Geschichte
- Dagmar Bechtloff: Von der Christenverfolgung zur Staatsreligion. Mission und politische Macht im Reich der Mena/Madagaskar 1829–1869, in: Ulrich van der Heyden, Holger Stoecker (Hrsg.): Mission und Macht im Wandel politischer Orientierungen. Europäische Missionsgesellschaften in politischen Spannungsfeldern in Afrika und Asien zwischen 1800 und 1945, Franz Steiner, 2005, S. 81–86.
- Eric T. Jennings: Vichy in the Tropics. Petain's National Revolution in Madagascar, Guadeloupe, and Indochina, 1940-44, Stanford University Press, 2004.
- Philip M. Allen: Madagascar. Conflicts of Authority in the Great Island. Westview Press, Boulder (Colorado) 1995 (2. Aufl. 2018). ISBN 0-8133-0258-7.
- Nathaniel Adams: The Tragedy of Madagascar: An Island Nation Confronts the 21st Century. Chronos, Alresford 2022, ISBN 978-1-78904-874-2.

### Ältere Werke
- Étienne de Flacourt: Histoire de la grande isle Madagascar, Alexandre Lesselin, Paris 1658. (Digitalisat), bei gallica.fr